# Fotbollskriget
Fotbollskriget (spanska: Guerra del Fútbol), eller 100-timmarskriget, var ett krig som pågick under fyra dagar (100 timmar) i juli 1969 mellan El Salvador och Honduras. Kriget utbröt sedan spänningen kulminerat efter att El Salvador hade besegrat Honduras i VM-kvalet i fotboll, vilket fick El Salvador, efter ytterligare en vinst mot Haiti, att kvala in till världsmästerskapet.
Som en effekt av kriget tvingades över 300 000 salvadoraner fly från Honduras. I El Salvador välkomnades de inte, och de tvingades leva under oerhörd fattigdom. Kriget var det första krig som El Salvadors militär hade utkämpat, och de förlorade runt 900 soldater och civilister. Honduras förlorade 100 man militär, och över 2 000 civila. Olika källor anger olika uppgifter på antalet döda, med ett spann på mellan 2 000 och 6 000. Den större delen av kriget utkämpades i Honduras.

## Bakgrund
Eftersom El Salvador hade en väldigt stor befolkningstäthet, och fortfarande har, med runt 270 invånare per kvadratkilometer, på en liten yta, fanns det ont om jord. Det fanns därutöver så kallade storgodsägare som tjänade väldigt mycket pengar, och bönderna levde under mycket svåra arbetsförhållanden. Folk började då emigrera från El Salvador till Honduras, ett land med fem gånger så stor yta men hälften så stor befolkning. Under flera år tillät regeringen emigrationen, och salvadoranerna fick bättre levnadsförhållanden. Under 1950-talet och 1960-talet hade sammanlagt cirka 300 000 jordlösa bönder och arbetslösa arbetare från El Salvador flyttat till västra Honduras.
Men samtidigt började oroligheter blossa upp i Honduras. Folk var missnöjda med presidenten, Oswaldo López Arellano, och de ekonomiska problemen ökade. Strejker utbröt, och situationen förvärrades ytterligare. Man började då skylla de ekonomiska problemen på de 300 000 invandrade salvadoranerna. 1962 beslutade Honduras regering om en jordreformslag som gav de salvadoranska "jordockupanternas" mark till infödda honduraner, vilket ledde till att alla salvadoraner var tvungna att återvända till El Salvador. Regeringen i El Salvador tog i sin tur inte emot människorna. Honduras regering var påstridiga, men El Salvador vägrade ta emot människorna. Relationen blev allt mer spänd, och propaganda om det andra landet var vanligt i tidningar på båda sidorna av gränsen. Olika okvädesord haglade mot det andra landet, och så vidare. Salvadoranerna avhystes ofta just när de skulle skörda sina grödor. Ungefär 17 000 drevs iväg och återvände till El Salvador där spänningarna ökade. Den salvadoranska militären oroades för att gerillan skulle få ökat stöd på grund av böndernas missnöje och trappade upp sin postering vid den honduranska gränsen.
Mitt i spänningarna spelades tre fotbollsmatcher, en i Tegucigalpa, en i San Salvador, och på grund av oroligheterna som uppkom, en neutral match i Mexiko där lagen satt på varsin läktare, med 5 000 militärer i mitten. Fotbollen ökade patriotismen och chauvinismen hos båda länderna, vilket ledde till att den redan spända situationen blev akut, och krig utbröt. Salvadoranerna angrep först, och de räknade med en lätt seger eftersom de hade en starkare armé än honduranerna. Ingen av parterna vann kriget – och gränsen, som hade dragits på måfå, förblev oförändrad.

## Händelseförlopp

### Match i Tegucigalpa
Både Honduras och El Salvador slogs för att få en plats i fotbolls-VM 1970 som gick i Mexiko. Den 8 juni 1969 spelades en VM-kval-match mellan de båda länderna i Honduras huvudstad Tegucigalpa. Natten före matchen stod honduraner utanför El Salvadors fotbollslandslags hotell med syfte att hålla deras trupp vaken, vilket resulterade i att det salvadoranska laget inte sov överhuvudtaget. Honduras besegrade El Salvador med 1-0, ett mål av forwarden Roberto Cardona i de sista minuterna av matchen. Förlusten ledde till att salvadoranskan Amelia Bolaños begick självmord, hennes begravning sändes i tv och bevittnades av i stort sett hela staden. Även El Salvadors president och hans ministrar deltog i begravningen. Fotbollslaget deltog likaså. Flera salvadoraner mördades eller skadades allvarligt.

### Match i San Salvador
En vecka senare, den 15 juni, spelades ett returmöte i Estadio Jorge "Mágico" González (även kallad Flor Blanca) i El Salvadors huvudstad San Salvador. Salvadoranerna hämnades på honduranerna med att skrika och ropa utanför det honduranska landslagets hotell, även honduranska fotbollsfans misshandlades svårt. Kapuściński uttryckte det "Den gormande supporterflocken hade slagit sönder samtliga fönster i hotellet och slängt in tonvis med ruttna ägg, döda råttor och stinkande trasor". Honduranska landslaget tvingades åka i El Salvadors pansarfordon till stadion. Militärer stod över hela stadion. Under Honduras nationalsång överöstes sången av tjut och visslingar från hemmaklacken, och istället för att hissa upp Honduras flagga, som hade bränts ner, hissades en skurduk upp. Honduras tränare Mario Griffin sa till och med "som tur var förlorade vi matchen", vilket de gjorde med 3-0. Honduranska landslaget eskorterades tillbaka i pansarfordonen, men dess supportrar misshandlades. 2 dog, och flera människor  fick läggas in på sjukhus. Som ett resultat av det stängdes gränsen mellan länderna.

### Match i Mexiko
De följande dagarna blev flera salvadoraner som var bosatta i Honduras misshandlade och i vissa fall mördade. Då båda lagen vunnit en varsin match spelades en avgörande match i Mexiko den 26 juni, vilken El Salvador vann. Pressen började närma sig ett hysteriskt tillstånd, och dagen efter matchen avbröt Honduras sina diplomatiska förbindelser med El Salvador. Förbittringen mellan de båda länderna eskalerade och den 14 juli förklarade El Salvador krig. 

### Kriget
Tidigt på morgonen den 14 juli gick El Salvadors trupper fram längs de båda ländernas gemensamma huvudväg. Flygvapnet besköt Honduras inland, och man attackerade även olika öar i Fonsecagolfen. Vid 18:00 påbörjades El Salvadors bombningar mot fyra olika städer i Honduras, däribland Tegucigalpa. Honduras gick till motangrepp och anföll strategiskt och industriellt viktiga platser i El Salvador. Salvadoranskt flyg bombade honduranska flygplatser och trupper besatte honduranskt territorium. Fastän Honduras kunde utföra vissa vedergällningsbombningar, förblev landet i en defensiv position. Den större delen av kriget utspelades med bombningar; marktrupperna försökte göra försvarshandlingar. På kvällen den 15 juli intog man Nueva Ocotepeque, åtta kilometer in i Honduras från gränsen. Därefter minskades salvadoranernas framfart, delvis på grund av brist på ammunition och olja. Stridandet fortgick från den 14 juli, då de var som kraftigast, till den 18 juli. Den 15 juli började folk i Honduras förbereda sig för belägring; man hamstrade varor, spikade igen fönstren, och så vidare. Studenter började måla med graffiti på väggar, och slagord såsom "den som vill ta Honduras, han bara luras", "Vi är honduraner, och inga bananer", "de ska få igen för 3-0", och så vidare. Kriget skylldes på kommunismen. Olika medier började intressera sig i kriget, och konkurrensen blev överväldigande med vilka som fick det mest intressanta reportaget.
El Salvador hade som intention att överta Honduras, för att bli en stormakt med kust mot två oceaner. Honduras var både svagare och fattigare än El Salvador. Den honduranska militärstyrkan utgjordes huvudsakligen av yngre, ostrukturerade soldater, av vilka många var av indianursprung. I båda länderna proppades tidningarna med propaganda. Många som inkallades som militärer i kriget var totalt otränade. I många fall var de även direkt ointresserade av kriget. Flera länder började intressera sig för medlande i kriget för att få det avslutat. Däribland hade Latinamerika, flera länder i Europa och Asien, och Afrika uttalat sin ståndpunkt. Till dess motsats förvånades många över att inte Oceanien (Australien), Kanada och Kina hade uttalat sig.

## Vapenstillestånd och konsekvenser
Organization of American States (OAS) arrangerade ett vapenstillestånd den 18 juli och övertalade de salvadoranska trupperna att dra sig tillbaka. Trots det var det inte före augusti samma år som OAS lyckades få El Salvador att dra tillbaka sina trupper. Kriget varade i 100 timmar och orsakade upp emot sextusen människors död, de flesta honduraner, och dubbelt så många skadades. Drygt 50 000 människor miste hus, mat och åkrar, och många byar totalförstördes. Mellan 60 000 och 130 000 salvadoraner tvingades fly från Honduras, vilket orsakade stora ekonomiska problem i landet, eftersom en stor del av arbetskraften försvann. Handeln i båda länderna var under perioden obefintlig, och gränsen stängd, vilket orsakade ännu större ekonomiska problem. Flyglinjerna var bristfälliga hela det påföljande decenniet.
Krigsförhandlingarna avslutades den 18 juli, men då och då uppstod, trots att en demilitariserad zon upprättades längs gränsen, sporadiska strider under flera år. Elva år senare, år 1980, skrev båda länder under ett fredsavtal, vilket innebar att en internationell domstol kunde lösa gränstvisten: de större delarna av det under kriget ockuperade området tillföll Honduras.
Kriget bidrog till att båda länderna fick stora rubriker i världspressen, och blev föremål för ett globalt intresse, en situation som båda länderna var nöjda med. Båda sidorna "förlorade". Inget av länderna fick någon militär vinst och det totala dödsantalet var, trots att det var svårt att räkna, ungefär 6000. Kriget ledde till en 22-årig avstängning från CACM (Central American Common Market). Kriget orsakade indirekt det inbördeskrig som följde. 
I april 2006 träffades ländernas presidenter för att erkänna landgränsen. Det innebar slutet på oroligheterna, som hade fortgått sedan kriget, trots att Internationella domstolen i Haag 1992 gav Honduras rätt till större delen av den mark som El Salvador gjorde anspråk på.

### Matchresultat
- 8 juni 1969, Tegucigalpa
  - Honduras - El Salvador 1-0
- 15 juni 1969, San Salvador
  - El Salvador - Honduras 3-0

En tredje och avgörande match spelades:
- 26 juni 1969, Mexiko: 
  - El Salvador - Honduras 3-2 efter förlängning

Efter att senare ha besegrat Haiti i ett dubbelmöte så gick El Salvador vidare till fotbolls-VM 1970.